# Azienda autonoma di Stato filatelica e numismatica
L'Azienda autonoma di Stato filatelica e numismatica (AASFN) è un'impresa pubblica della Repubblica di San Marino.
L'AAFN è regolata dalla legge 26 maggio 1981, n. 42. All'inizio degli Anni '80 il Governo sammarinese istituì alcune aziende autonome finalizzate a realizzare l'intervento dello Stato nell'ambito della produzione di beni e nella gestione di servizi pubblici destinati al soddisfacimento di necessità e a promuovere lo sviluppo socioeconomico della popolazione della Repubblica.
L'Azienda provvede alla progettazione, realizzazione, distribuzione e vendita dei francobolli, delle monete e delle carte telefoniche della Repubblica di San Marino. Si tratta principalmente di esemplari da collezione.